# Martinskirche (Brunnenreuth)

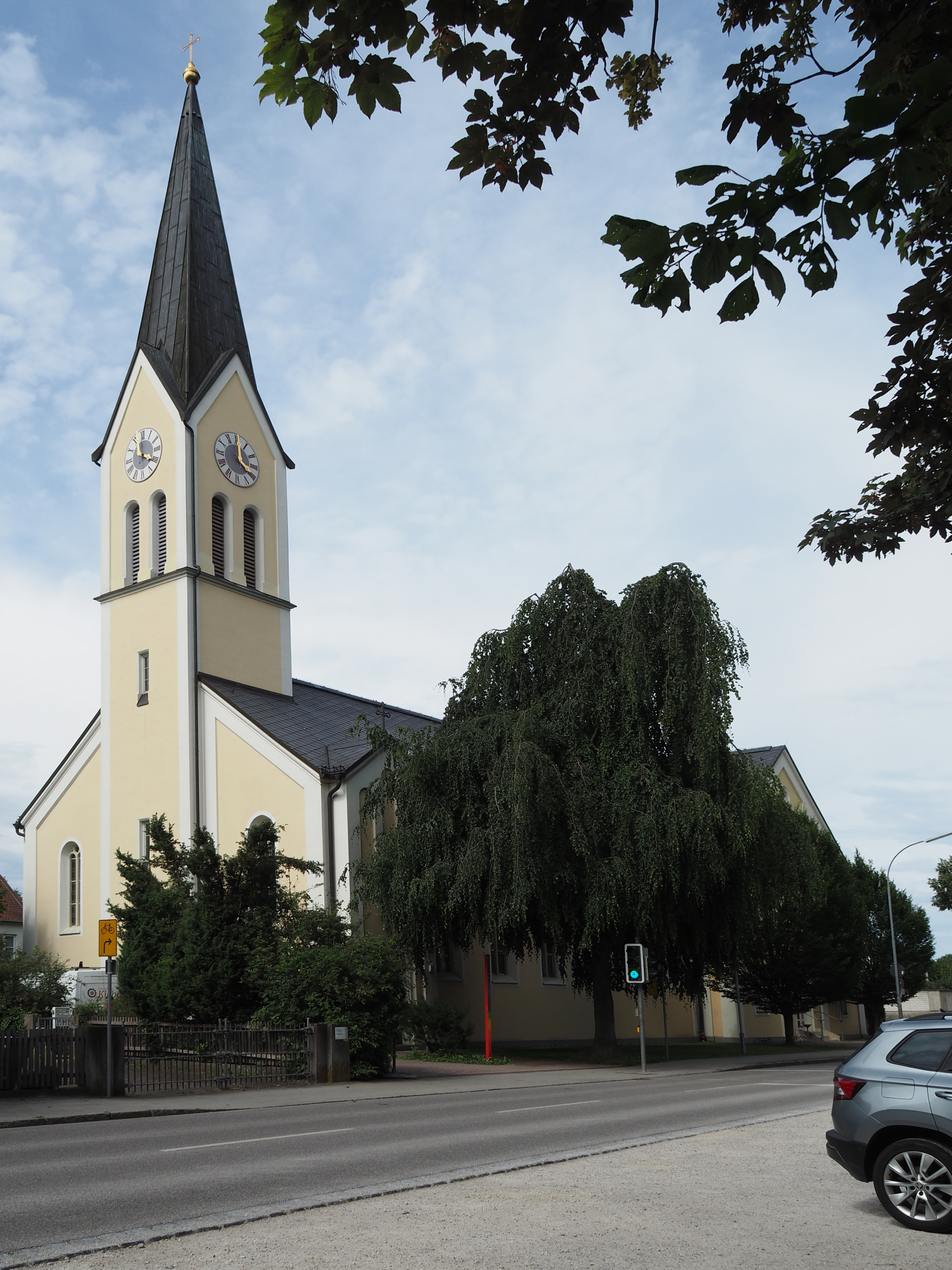
Martinskirche Ingolstadt

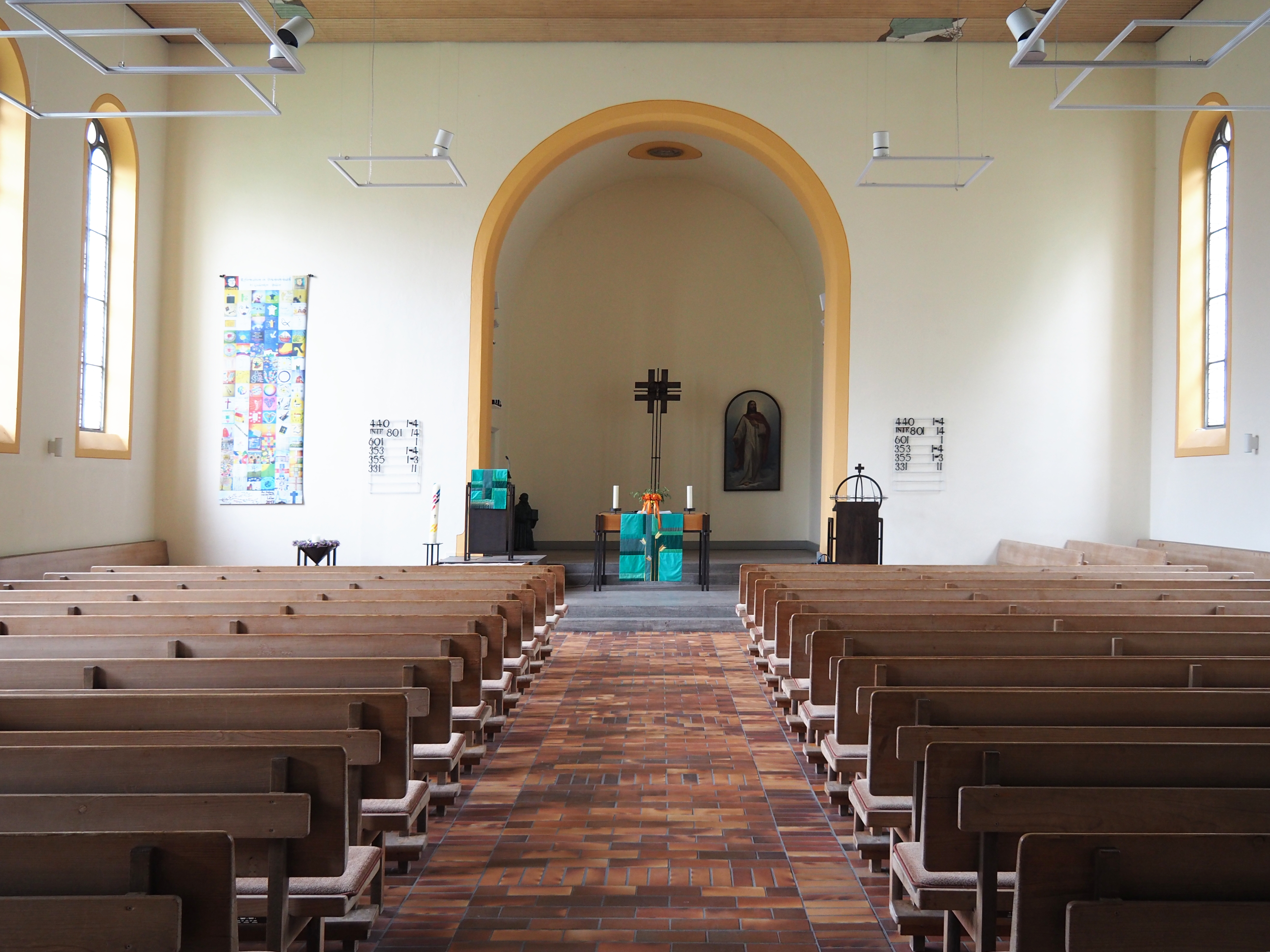
Innenansicht

Die Martinskirche steht in der Hans-Denck-Straße 20 in Brunnenreuth, einem 1972 eingemeindeten südlichen Stadtteil von Ingolstadt. Die Kirchengemeinde gehört zum Dekanat Ingolstadt der Evangelisch-Lutherischen Kirche in Bayern.

## Geschichte
Die ursprünglich nur als „evangelische Kirche“ bezeichnete, seit den 1970er Jahren als „Martinskirche“ benannte Kirche stellt die zweitälteste evangelische Kirche im heutigen Ingolstädter Stadtgebiet dar. Sie wurde von 1875 bis 1877 erbaut und direkt an das bereits 1875 entstandene Pfarr- und Schulhaus angegliedert. Die typische evangelische Predigtkirche, ein Saalbau mit stark eingezogener Apsis und Westturm, ausgestattet mit umlaufender Empore und Hochaltar wurde überwiegend durch das Gustav-Adolf-Werk und durch eine landeskirchliche Kollekte finanziert, da die ansässige Bevölkerung nicht über ausreichende Geldmittel verfügte. 1912 wurde die Kirchengemeinde selbstständig. Bis dahin war sie eine Filiale der Stadtkirche in Ingolstadt, der heutigen Matthäuskirche.
Der ursprünglich neogotische Innenraum wurde im Jahr 1970 nach dem vorherrschenden Zeitgeschmack neuzeitlich umgestaltet. Dabei wurden die vorhandene Ausstattung und die Emporen komplett entfernt. Es entstand eine moderne Saalkirche mit Volksaltar. 1997 wurde das Altarbild des früheren Hochaltars im Chorraum wieder platziert. Dieses Kunstwerk ist der einzige original erhaltene Ausstattungsgegenstand.

## Orgel

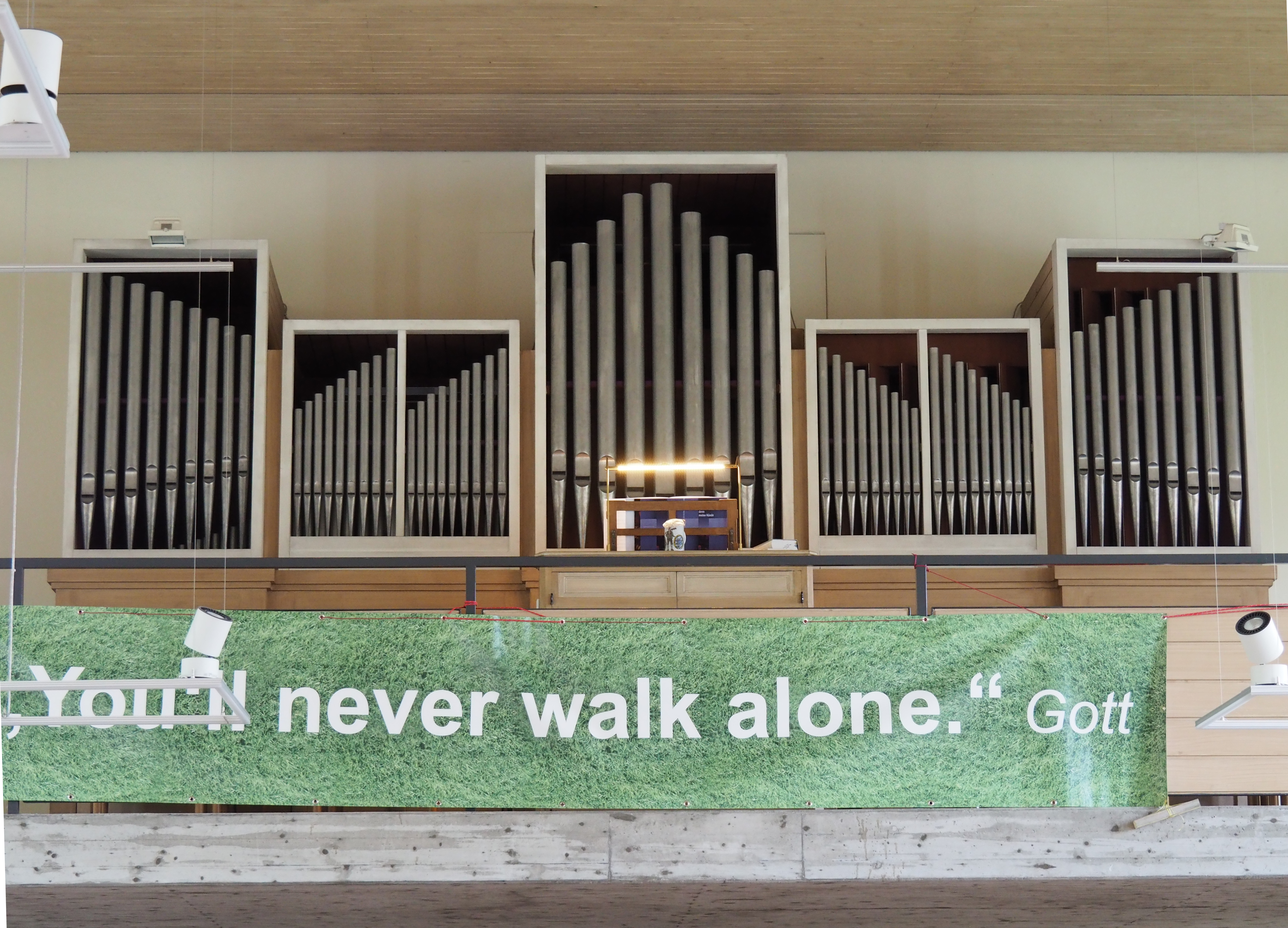
Orgel

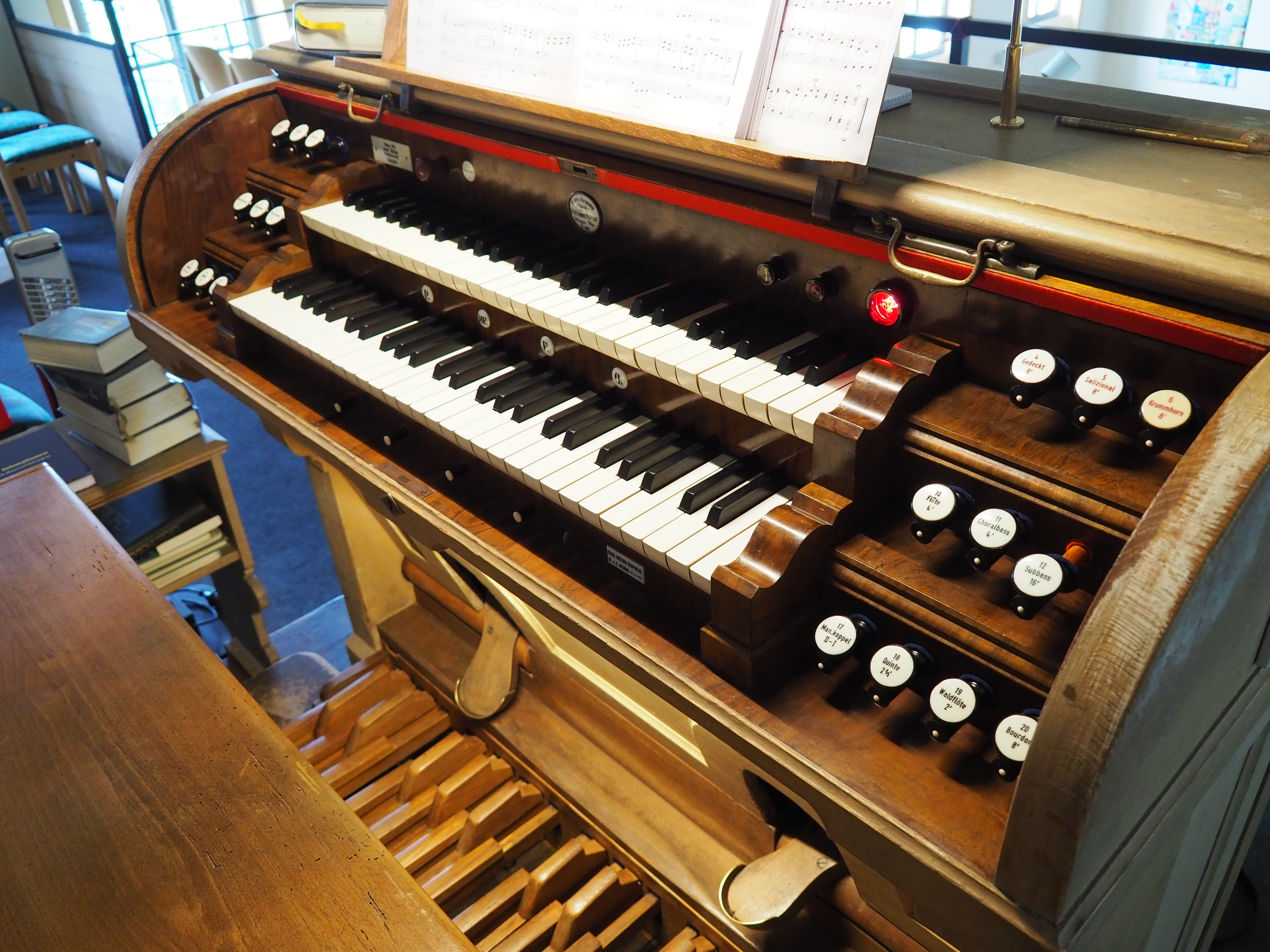
Historischer Spieltisch der Orgel

Der wertvollste, aber nur teilweise erhaltene Ausstattungsgegenstand der Kirche ist die rein pneumatische Orgel. Sie stammt aus dem Jahr 1900 und wurde mit dem Opus 680 als ein damals sehr richtungsweisendes Instrument von G. F. Steinmeyer mit Membranladen erbaut. 1970 wurde sie von Josef Bittner neobarock umgestaltet und passend zur Umgestaltung der Kirche mit einem neuzeitlichen Gehäuse versehen. Das historische Pfeifenmaterial wurde eingelagert. Im Jahr 2023 erfolgten erneute Überarbeitung und Ausreinigung.
Die heutige Disposition lautet:
| I Hauptwerk C–f3 |           |       |
| 01.              | Prinzipal | 8′    |
| 02.              | Bourdun   | 8′    |
| 03.              | Flöte     | 4′    |
| 04.              | Oktav     | 4′    |
| 05.              | Quinte    | 2 ⁄3′ |
| 06.              | Waldflöte | 2′    |
| 07.              | Mixtur IV | 1 ⁄3′ |

| II Schwellwerk C–f3 |            |    |
| 08.                 | Gedeckt    | 8′ |
| 09.                 | Salicional | 8′ |
| 10.                 | Prinzipal  | 4′ |
| 11.                 | Oktave     | 2′ |
| 12.                 | Scharff IV | 1′ |
| 13.                 | Krummhorn  | 8′ |

| Pedal C–d1 |               |     |
| 14.        | Subbass       | 16′ |
| 15.        | Oktavbass     | 08′ |
| 16.        | Choralbass    | 04′ |
| 17.        | Gedacktpommer | 02′ |

- Koppeln: II/I, I/P, II/P
- Spielhilfen: Feste Kombinationen: P, mF, F als Druckknöpfe; Schwelltritt (rechts), Crescendotritt (links) über dem Pedal

## Glocken
Die Glocken wurden auf ein dreistimmiges TeDeum-Motiv hin konzipiert. Die Schlagtöne lauten a1, c2 und d2. Die drei Glocken, genannt „Glaube“, „Liebe“ und „Hoffnung“ wurden von Karl Czudnochowsky in Erding gegossen. Sie ersetzen ein Geläut, das im Zweiten Weltkrieg abgeliefert werden musste.